# Вери, Хенк
Хенк Вери (нидерл. Henk Wery; род. 10 июня 1943, Амерсфорт, Утрехт) — нидерландский футболист, нападающий.

## Клубная карьера
Во взрослом футболе дебютировал в 1963 году выступлениями за команду ДВС, где в течение сезона принял участие в 15 матчах чемпионата. Впоследствии выступал за клуб ДОС, где был одним из лучших игроков основного состава и атаки.
В 1968 году был приглашен в «Фейеноорд», выступлениям за который посвятил следующие шесть лет игровой карьеры. За это время трижды становился чемпионом Нидерландов в составе команды, а в розыгрыше 1969—1970 стал обладателем Кубка европейских чемпионов.
Завершил игровую карьеру выступлениями в течение 1974–1976 годов за «Утрехт».

## Карьера в сборной
В 1967 году дебютировал в официальных матчах в составе национальной сборной Нидерландов.
Всего в течение карьеры в национальной команде, которая длилась 7 лет, провел в её форме 12 матчей, забив 3 гола.

## Статистика

### Матчи Вери за сборную Нидерландов
| Матчи Вери за сборную Нидерландов | Матчи Вери за сборную Нидерландов | Матчи Вери за сборную Нидерландов | Матчи Вери за сборную Нидерландов | Матчи Вери за сборную Нидерландов | Матчи Вери за сборную Нидерландов |
| --------------------------------- | --------------------------------- | --------------------------------- | --------------------------------- | --------------------------------- | --------------------------------- |
| №                                 | Дата                              | Соперник                          | Счёт                              | Голы Вери                         | Соревнование                      |
| 1                                 | 29 ноября 1967                    | СССР                              | 3:1                               | 2                                 | Товарищеский матч                 |
| 2                                 | 7 апреля 1968                     | Бельгия                           | 1:2                               | —                                 | Товарищеский матч                 |
| 3                                 | 7 сентября 1969                   | Польша                            | 1:2                               | 1                                 | Чемпионат мира 1970 (отбор)       |
| 4                                 | 22 октября 1969                   | Болгария                          | 1:1                               | —                                 | Чемпионат мира 1970 (отбор)       |
| 5                                 | 11 октября 1970                   | Югославия                         | 1:1                               | —                                 | Чемпионат Европы 1972 (отбор)     |
| 6                                 | 11 ноября 1970                    | ГДР                               | 0:1                               | —                                 | Чемпионат Европы 1972 (отбор)     |
| 7                                 | 4 апреля 1971                     | Югославия                         | 0:2                               | —                                 | Чемпионат Европы 1972 (отбор)     |
| 8                                 | 10 октября 1971                   | ГДР                               | 3:2                               | —                                 | Чемпионат Европы 1972 (отбор)     |
| 9                                 | 1 декабря 1971                    | Шотландия                         | 2:1                               | —                                 | Товарищеский матч                 |
| 10                                | 16 февраля 1972                   | Греция                            | 5:0                               | —                                 | Товарищеский матч                 |
| 11                                | 3 мая 1972                        | Перу                              | 3:0                               | —                                 | Товарищеский матч                 |
| 12                                | 10 октября 1973                   | Польша                            | 1:1                               | —                                 | Товарищеский матч                 |

Итого: 12 матчей / 3 гола; 5 побед, 3 ничьи, 4 поражения.